# Helge Pitz

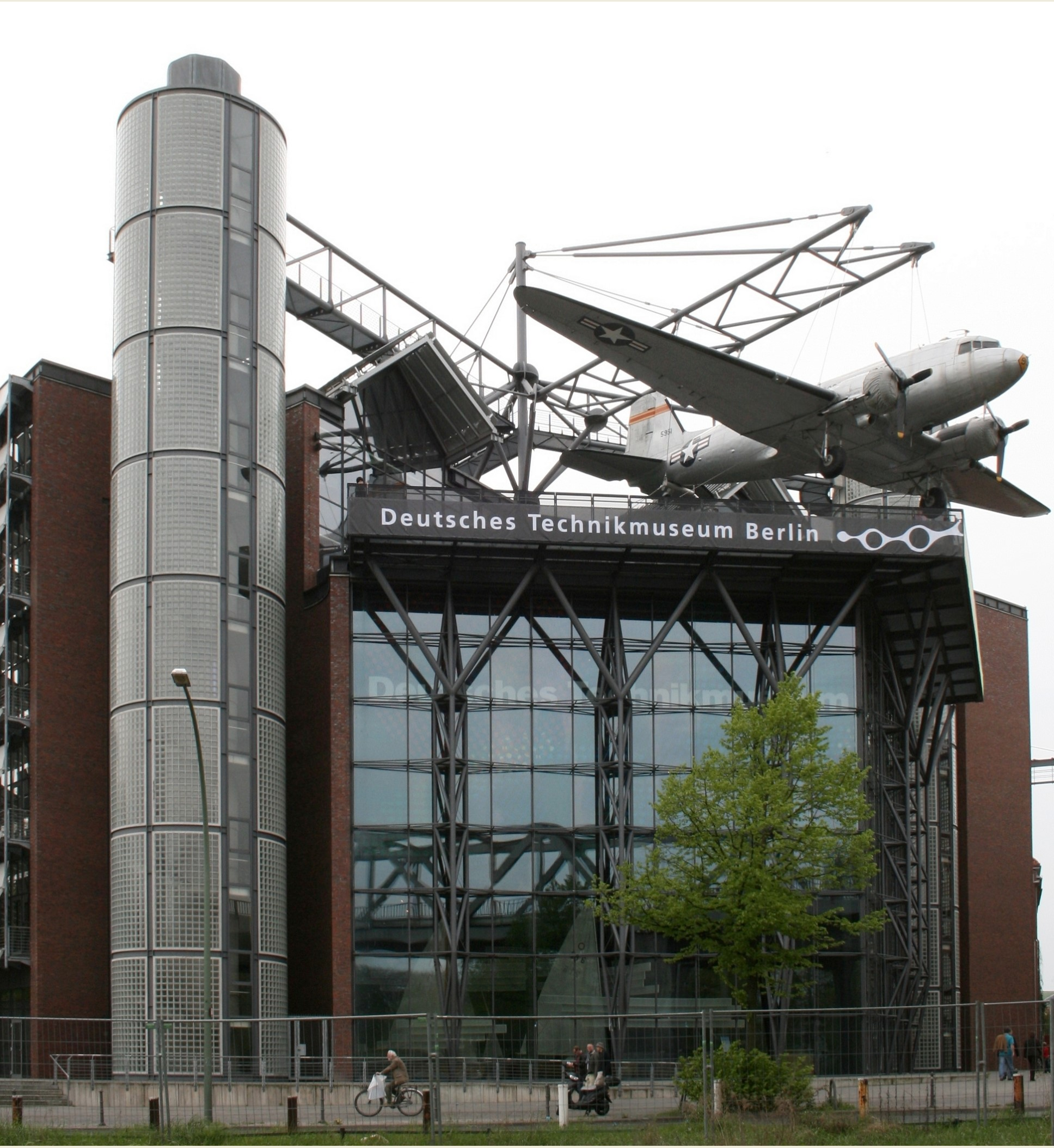
Helge Pitz, Ulrich Wolff: Neubau Deutsches Technikmuseum, Berlin-Kreuzberg, 1996–2001

Helge Pitz (* 1936) ist ein deutscher Architekt und Denkmalpfleger, der in Frasdorf lebt und arbeitete.

## Leben
1959 schloss Helge Pitz das Studium zum Hochbau-Ingenieur an der Hochschule Trier ab. Von 1964 bis 1970 war er Mitarbeiter im Architekturbüro von Willy Kreuer, 1970 bis 1971 bei Gerkan, Marg, Nickels und 1971 bis 1975 bei Dietrich von Beulwitz und Josef Bonn. 1980 gründete Pitz gemeinsam mit Winfried Brenne das Büro Architekturwerkstatt Pitz-Brenne, das bis 1991 Bestand hatte. Im Anschluss daran bildete Pitz eine Büropartnerschaft mit Christine Hoh und konzentrierte sich auf Projekte aus dem Bereich Denkmalpflege.

## Werk
Als Denkmalpfleger hat Helge Pitz bei Erforschung und Modernisierung zahlreicher historischer Bauten gearbeitet. Er beschäftigte sich intensiv damit, wie der Architekt Bruno Taut in den 1920er Jahren Farbe verwendete. Die Untersuchung von Pitz wurde zur Grundlage der Sanierung der Siedlung Onkel Toms Hütte in Berlin-Zehlendorf. Für die Modernisierung des Umspannwerks „Zille“ in Berlin-Charlottenburg plante Pitz 1979–1980 ein modern gestaltetes Transformatorenhaus. Der mit Abstand prominenteste Bau im Werk von Helge Pitz ist jedoch der Neubau des Deutschen Technikmuseums am Landwehrkanal in Berlin-Kreuzberg 1996–2001. Das Vorhaben war zur Zeit seiner Errichtung der größte Museumsneubau Deutschlands, die Aufhängung eines Flugzeugs vom Typ Douglas C-47 Skytrain über der Dachkante macht das Gebäude zu einem spektakulären Blickfang. Der Entwurf des Technikmuseums war eine Zusammenarbeit von Pitz mit dem Architekten Ulrich Wolff. Für das Projekt wurde eigens die ARGE Technikmuseum gegründet.

## Veröffentlichungen
- Zusammen mit Winfried Brenne: Bezirk Zehlendorf: Siedlung Onkel Tom, Einfamilienhäuser 1929; Architekt Bruno Taut. Berlin: Gebr. Mann 1980 ISBN 3-7861-1234-7

- Zusammen mit Wolfgang Hofmann und Jürgen Tomisch: Berlin-W.: Geschichte und Schicksal einer Stadtmitte. Band 1 – Von der preußischen Residenz zur geteilten Metropole. Berlin: Siedler 1984, ISBN 3-88680-097-0

- Zusammen mit Wolfgang Hofmann und Jürgen Tomisch: Berlin-W.: Geschichte und Schicksal einer Stadtmitte. Band 2 – Vom Kreuzberg-Denkmal zu den Zelten. Berlin: Siedler 1984, ISBN 3-88680-093-8